# Takeda-Schrein

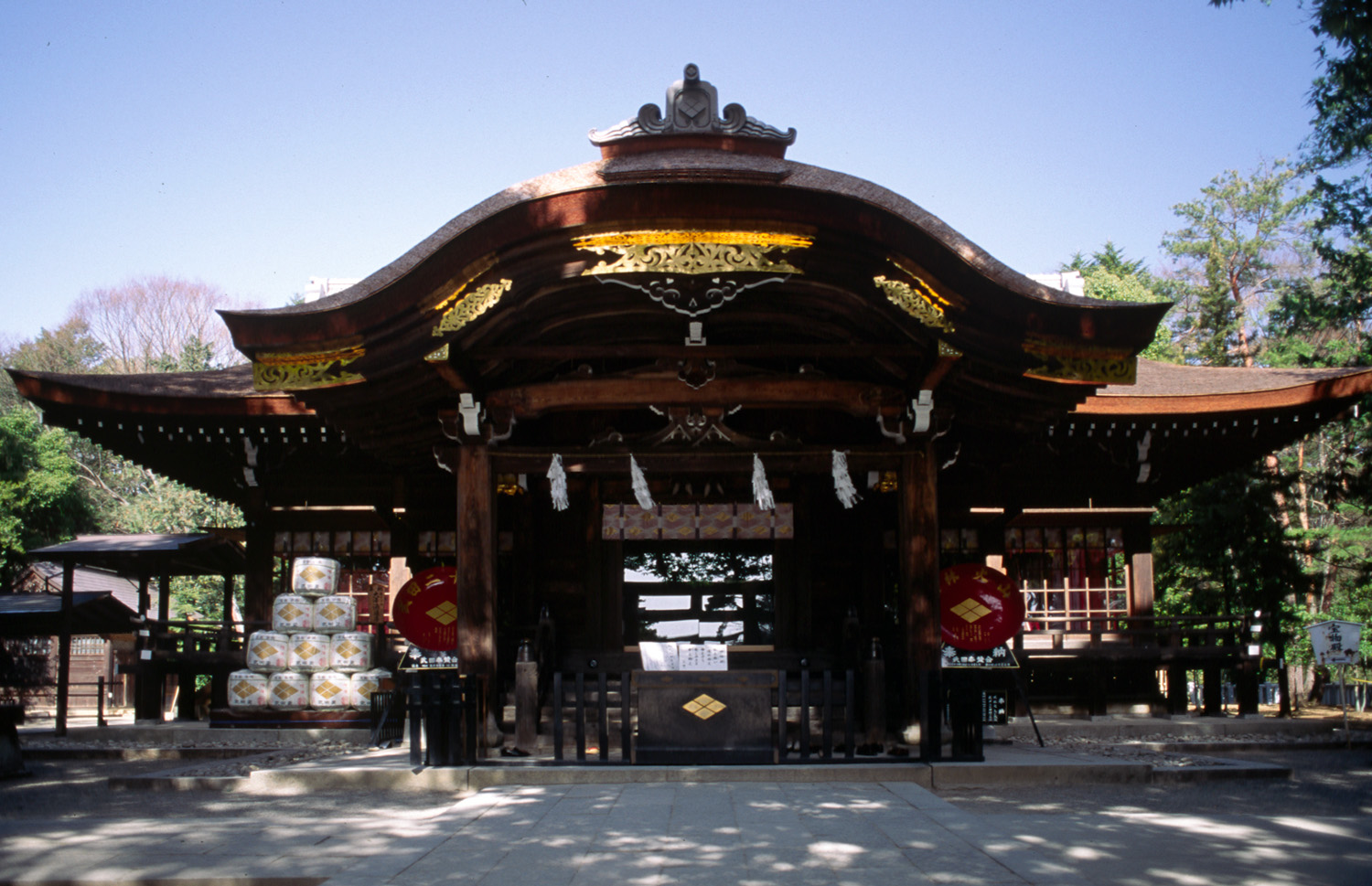
Haupthalle des Takeda-Schreins

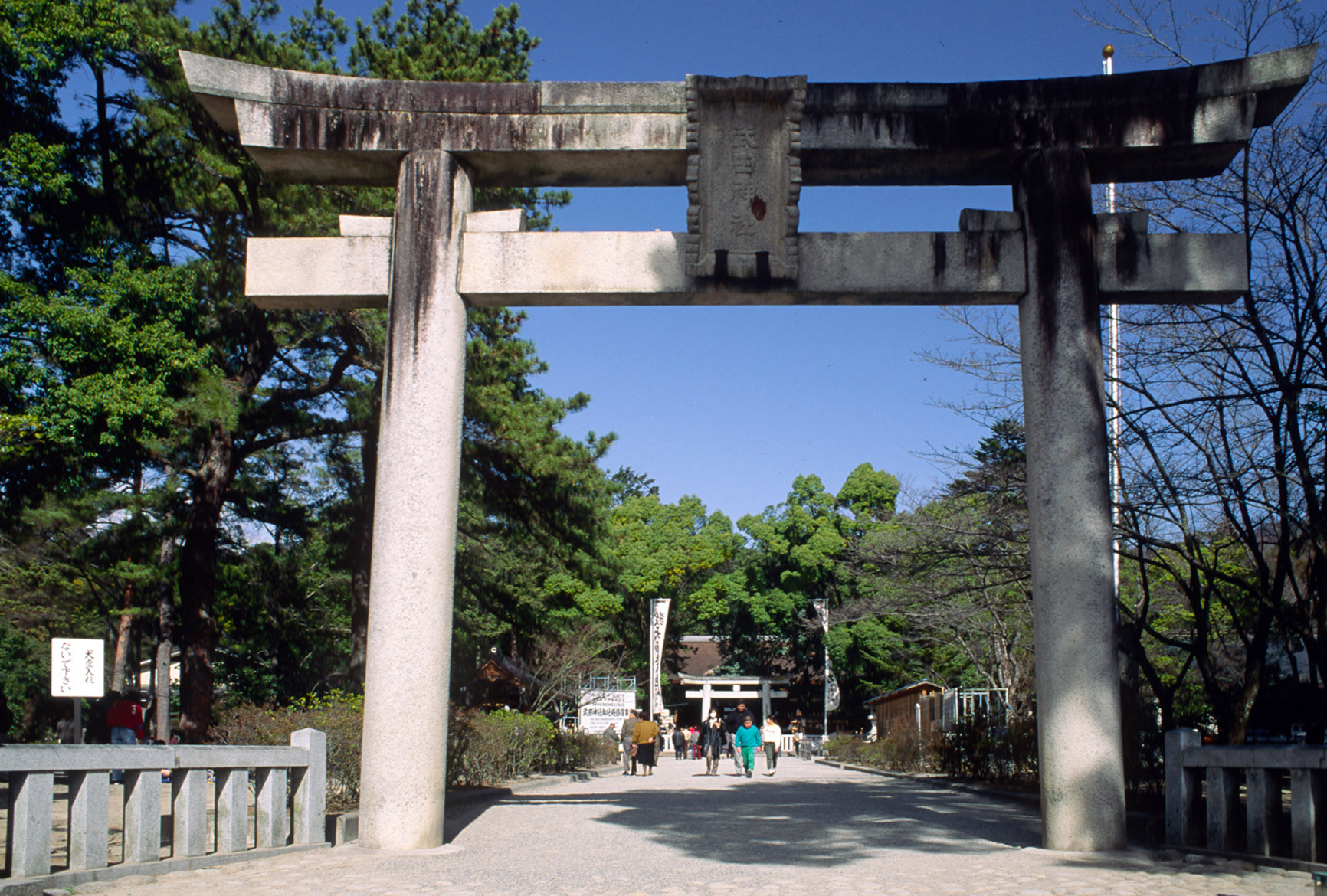
Haupttor des Takeda-Schreins

Der Takeda-Schrein (jap. 武田神社, Takeda-jinja) ist ein Shintō-Schrein in Kōfu, Präfektur Yamanashi, Japan, der dem vergöttlichten (kami) Takeda Shingen gewidmet ist. Jedes Jahr findet hier die Hauptzeremonie zu seinem Todestag, dem 12. April, statt.

## Geschichte
Nach der Niederlage des Takeda-Klans während der Sengoku-Zeit, ließ man Tsutsujigasaki, die befestigte Residenz von Takeda Shingen zu einer Ruine verfallen, und das Zentrum Kōfus bewegte sich nach Süden zur Burg Kōfu, das Zentrum der Regierungsgewalt im Tokugawa-Shogunat.
Nach der Meiji-Restauration, im Zuge der „Nationalisierungsbewegung“ und der Einführung des Staatsshintō als Alternative zum chinesischen Buddhismus wurden die Tsutsujigasaki-Ruinen unter Regierungsschutz gestellt. Ihr historischer Wert als Teil der japanischen Geschichte wurde herausgestellt und es wurde als „Nationales Historisches Monument Japans“ deklariert. Dies steht im Widerspruch dazu, das Takeda Shingen selbst begeistert den Rinzai-Zen-Buddhismus studierte und förderte.
Nach einem Besuch des Tennōs Meiji im Jahr 1880 entstand eine lokale politische Bewegung für die Errichtung eines Schreins zu Ehren des treuen Gefolges Shingens, das im Boshin-Krieg diente. Diese Bewegung konnte sich die Synergie mit der damaligen Staatsshintō-Bewegung zu Nutze machen, Projekte zu fördern, die das Vorhaben hatten, Schreine für historische japanische Persönlichkeiten zu errichten. Das sollte deren Heldenmut und die Kampffertigkeiten verdeutlichen und an die Gefallenen des Russisch-Japanischen Krieges erinnern. Im Jahr 1915 gab der Taishō Tennō  den Schrein schließlich in Auftrag, der 1919 fertiggestellt wurde. Der Schrein wurde als Präfekturschrein eingestuft nach dem modernen Rangsystem der Shintō-Schreine, das bis zur Kapitulation im Zweiten Weltkrieg gültig war.

## Bedeutung
Er ist einer der Schauplätze des Shingen-kō Matsuri und liegt nur unweit des Grabes von Takeda Shingen und seiner Frau Fürstin Sanjō no kata nahe dem Enkoin-Tempel. Der Takeda-Schrein ist eine der Hauptattraktionen der Stadt, es gibt mehrere Veranstaltungen im Jahr und mehrere Angestellte als traditionelle Tempelbedienstete, die zu den Zeremonien althergebrachte Arbeiten verrichten und so Traditionen bewahren.

## Schätze
Auf dem Schreingelände gibt es ein Museum, das zahlreiche Artefakte mit Bezug auf Takeda Shingen beinhaltet, einschließlich Rüstungen, Waffen, Schlachtstandarten und persönlichem Eigentum. Außerdem wird ein Schwert der Kamakura-Zeit aufbewahrt, das der Präfektur Yamanashi von Sanjō Sanetomi geschenkt wurde, um an den Besuch des Tennōs Meiji im Jahr 1880 zu erinnern. Das Schwert war eines der Hochzeitsgeschenke des Takeda-Klans an die Sanjō als Fürstin Sanjō Takeda Shingen heiratete. Dieses Schwert zählt zu den landesweit wichtigen Kulturgütern.